# Aleksandr Zachartsjenko
Aleksandr Vladimirovitsj Zachartsjenko (Russisch: Александр Владимирович Захарченко; Oekraïens: Олександр Володимирович Захарченко) (Donetsk, 26 juni 1976 - aldaar, 31 augustus 2018) was een pro-Russisch Oekraïens soldaat, zakenman en politicus in de Russisch-Oekraïense oorlog. Na de onafhankelijkheidsverklaring in 2014 werd hij premier en president van de zelfverklaarde Volksrepubliek Donetsk.

## Levensloop
Aleksandr Zachartjsenko studeerde aan het Technisch Instituut voor Geautomatiseerde Industrie in Donetsk en werkte daarna als elektromonteur in de mijnen. Vervolgens studeerde hij rechten aan het juridische instituut van het Oekraïense ministerie van binnenlandse zaken en werd ondernemer in de agrovoedingssector.
In 2014 ging Zachartsjenko met pro-Russische troepen deelnemen aan de oorlog in Oost-Oekraïne. Hij werd commandant van het "Oplot"-bataljon dat in maart 2014 de regeringsgebouwen van Donetsk bestormde. In mei 2014 werd hij benoemd tot commandant van de paramilitaire strijdkrachten in Donetsk. Op 24 juli 2014 werd hij door Igor Girkin gepromoveerd tot majoor.
Hij werd op 7 augustus 2014 premier van de zelfverklaarde Volksrepubliek Donetsk. Op 30 augustus 2014 ontsnapte hij aan een aanslag waarbij de bestuurder van zijn voertuig gewond raakte. Op 2 november 2014 werd hij bij de algemene verkiezingen met 78,9% van de stemmen verkozen tot leider van de Volksrepubliek Donetsk. Twee dagen later trad hij aan als president van de volksrepubliek. Deze functie combineerde hij met die van premier.
Zachartsjenko nam namens de Volksrepubliek Donetsk deel aan de onderhandelingen die leidden tot de Minsk-akkoorden. Hij zette in september 2014 zijn handtekening onder het Minsk I-akkoord en in februari 2015 onder het Minsk II-akkoord.

## Moordaanslag
Zachartsjenko kwam met zijn lijfwacht op 31 augustus 2018 om het leven door een bomaanslag in een café in Donetsk. Het Russische ministerie van buitenlandse zaken beschuldigde Oekraïne van de aanslag, die dit ontkende.